# ダンス・ショーケース
ダンス・ショーケース（Dance Showcase）とは、東京ディズニーシーのドックサイドステージで毎年夏の夜に開催された、さまざまなジャンルのダンスを披露するステージショー。出演者は、主に一般公募によるアマチュア・ダンスグループ（セミプロ、プロの出演も存在する）。

## 概要
グーフィーがブラザー・グーフィーとしてダンス仲間を紹介する。

## 開催期間
- 2007年7月20日-8月31日の木曜、金曜。1日1回公演。
- 2008年7月18日-8月31日の金曜、土曜、日曜。1日1回公演。
- 2009年7月22日-8月29日の水曜、木曜、金曜。1日1回公演。

## 関連
- 少年チャンプル - ストリートダンスを特集していた深夜テレビ番組。番組の出演ダンサーが2007年に出演しており、番組内および、番組の公式サイトなどでも告知された。
  - ストロングマシン2号
  - 無名の心
  - 電撃チョモランマ隊
- Blast! - 2007年に出演。
- 出演グループとして多いジャンル（2008年）
  - ヒップホップ (ダンス)
  - よさこい
  - チアダンス
  - サルサ (ダンス)
- 東京ディズニーシーのエンターテイメント
- 東京ディズニーシーのスペシャルイベント
- ミュージック・フェスティバル・プログラム